# Sanżijka
Sanżijka (ukr. Санжійка, ros. Санжейка) – wieś na Ukrainie, w obwodzie odeskim, w rejonie odeskim, nad Morzem Czarnym.
Znajduje się tu rzymskokatolicka kaplica filialna parafii NMP Nieustającej Pomocy w Czarnomorsku.